# Julius Roeting

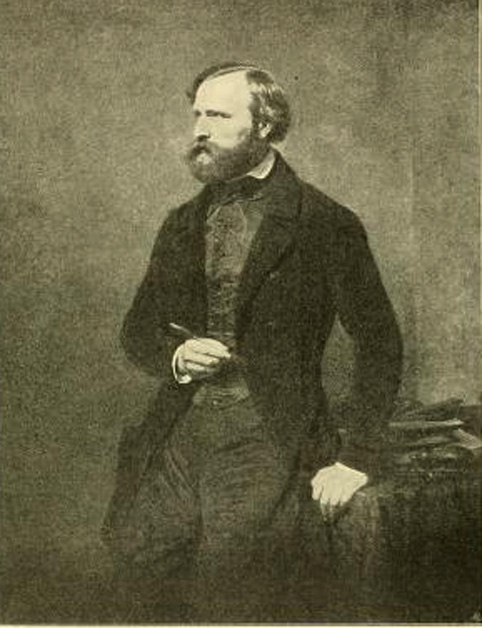
Julius Roeting, Gemälde von Carl Friedrich Lessing

Julius Amatus Roeting (* 13. September 1822 in Dresden; † 22. Mai 1896 in Düsseldorf) war ein deutscher Historien- und Porträtmaler.

## Leben
Schon als Kind zeigte Roeting großes Zeichentalent und half mit zwölf Jahren an einer Darstellung eines Löwen für einen Theatervorhang. Er studierte an der Dresdner Kunstakademie bei Eduard Bendemann und siedelte am Ende der 1850er Jahre nach Düsseldorf über, wo er seine Ausbildung fortsetzte. Nach Theodor Hildebrandts Pensionierung übernahm er die technische Malklasse der Düsseldorfer Kunstakademie. Er leitete die Klasse für figürliches Malen. Er selbst fertigte einige große Historienbilder, so beispielsweise 1851 einen „Columbus vor dem Collegium in Salamanca“ oder 1866 von der „Grablegung Christi“. 1854 malte Roeting in Krefeld das Porträt des Peter de Greiff und lernte dort seine spätere Frau Maria Werner kennen. Am 1. September 1854 fand die Hochzeit in aller Stille statt, da de Greiff am Tage vorher einen Schlaganfall erlitten hatte. 1855 hielt Roeting sich für kurze Zeit gemeinsam mit dem Maler Ludwig Knaus in Paris auf, dessen Porträt er dort malte. Noch im gleichen Jahr verlieh ihm König Maximilian II. Joseph von Bayern das Ritterkreuz 2. Klasse des  Ordens vom Heiligen Michael. 1856 ging er nach London, um dort ein Porträt des Lord Fartly zu malen. Er sollte auch den Lordkanzler malen, hatte aber zu großes Heimweh und reiste ab. Er verlegte sich bald gänzlich auf die Porträtmalerei und schuf eine große Anzahl von Bildnissen. Sein Porträt von Ernst Moritz Arndt wurde vielfach reproduziert.
1866 wurde Roeting mit der großen Goldenen Medaille für Kunst ausgezeichnet. 1868 wurde er als Nachfolger des verstorbenen Karl Ferdinand Sohn zum Professor ernannt. 1878 beantragte das Kuratorium der Akademie, dass Professor Roeting im neuen Gebäude der Kunstakademie für seine Malklasse ein Atelier erhielte.
Roeting starb am 22. Mai 1896 nach viertägiger Krankheit an einer Lungenentzündung. Zu diesem Zeitpunkt standen fünf angefangene, fast fertige Porträts in seinem Atelier, welches sich in seinem Haus in der Klosterstraße Nr. 25 befand.
Roeting war Mitglied der Preußischen Akademie der Künste und Wiener Kunstakademie sowie des Düsseldorfer Künstlervereins Malkasten. In Dresden war er Mitglied der Freimaurerloge Zum goldenen Apfel. Er war der Schwiegervater des Düsseldorfer Malers Max Volkhart sowie Großvater der Bildhauerin und Wachsbossiererin Claire Volkhart und des Konstrukteurs und Rennfahrers Kurt C. Volkhart. Sohn Ernst Roeting wurde Architekt und betätigte sich auch als Bildhauer.

## Werk
Von seinen Historienbildern, die sich durch ein kräftiges und gesättigtes Kolorit und einfache, breite Behandlung auszeichnen, sind hervorzuheben:
- Kolumbus vor dem geistlichen Rat zu Salamanca (1851, Dresdener Galerie)
- Christus am Kreuz (Altarbild für die Kirche in Lenten in Kurland)
- Grablegung Christi (1866, Museum Krefeld)

Bedeutenderes leistete Roeting in Bildnissen, namentlich in männlichen, die durch überraschende Ähnlichkeit, lebenswahre Auffassung und leuchtende Farbe allgemeine Anerkennung gefunden haben. Zu den besten seiner vielen Porträts gehören die von Emanuel Leutze (1847), Wilhelm von Schadow und Carl Friedrich Lessing (1852, Alte Kunsthalle zu Düsseldorf) und Ernst Moritz Arndt (1859).

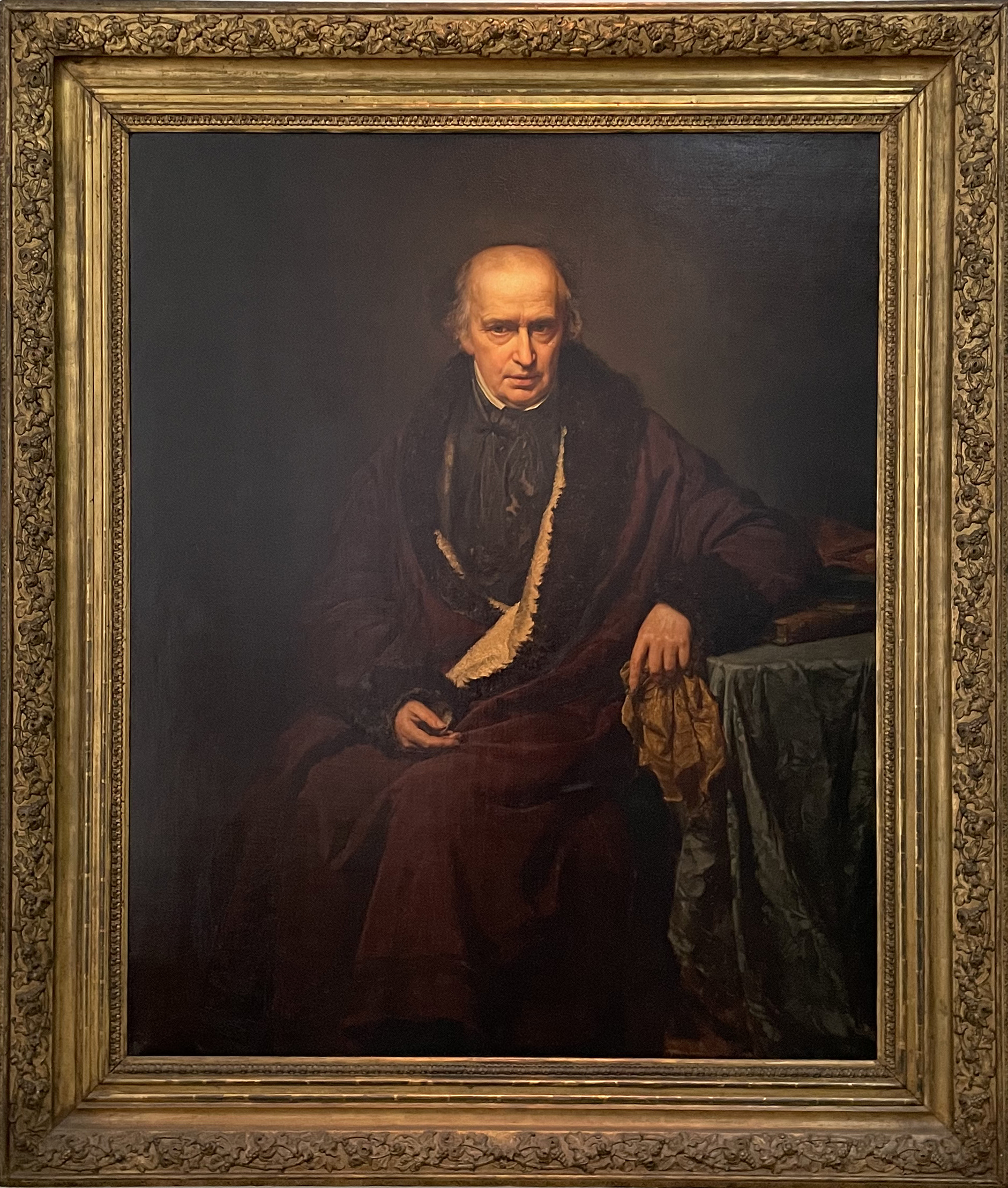
Friedrich Wilhelm von Schadow, Öl auf Leinwand, 1852, Stadtmuseum Düsseldorf (2023)

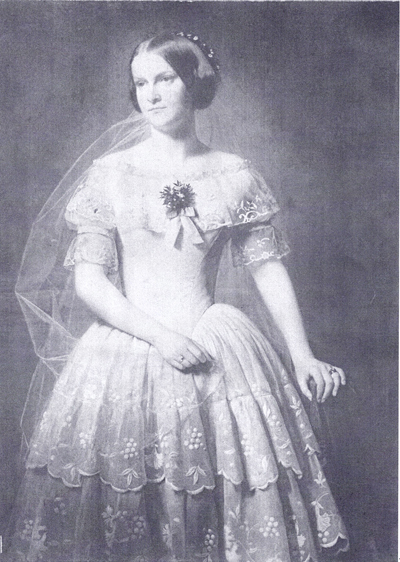
Gattin des Künstlers (Maria Roeting, geb. Werner, als Braut), 1855

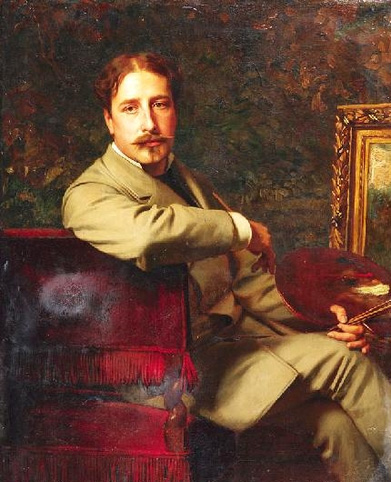
Max Volkhart, 1881

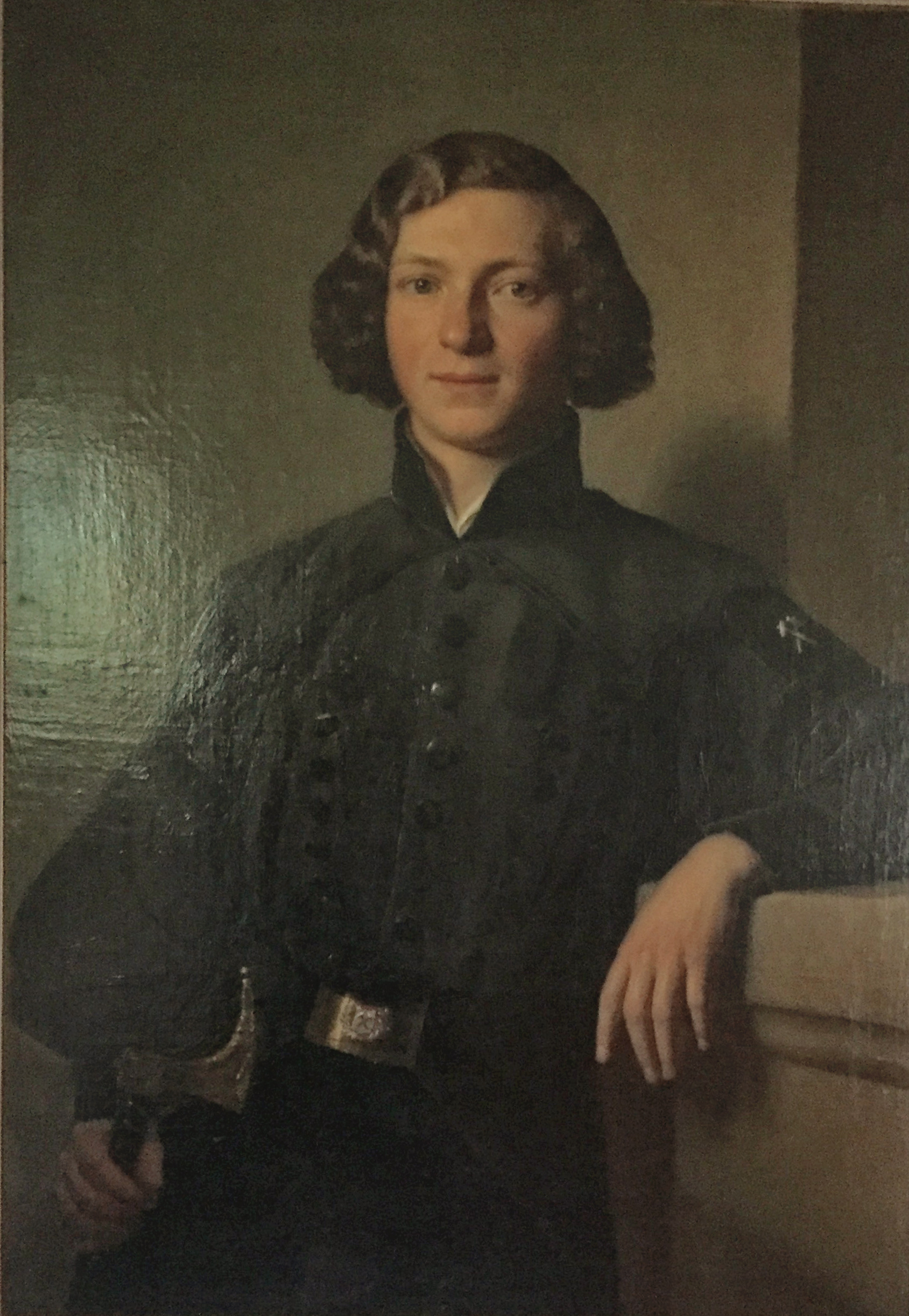
Ernst Roeting (Bruder des Malers), 1855

- Ernst Roeting (Bruder des Malers), Öl auf Leinwand, 90 cm × 70 cm, 1844
- Porträt eines Bergmanns, 1845
- Bildnis von Karl Andreas Berthelen als Student der Medizin, 1846
- Emanuel Leutze, Öl auf Leinwand, 119,5 cm × 91,5 cm, Düsseldorf 1850 (Ausstellungskatalog des Stadtmuseums Düsseldorf, 1980: „Die aufrechte Haltung, Gestus und die Attribute kennzeichnen ihn als eine freie bestimmende Persönlichkeit. Seine Autorität, seine demokratische Einstellung waren der Grund, ihn zum 1. Vorsitzenden des Malkastens zu machen.“)[6]
- Der Künstler und seine Gattin, Öl auf Leinwand, 106,5 cm × 99,5 cm, Düsseldorf 1849
- P. Lindo, 1850
- L. Knaus, 1851
- O. Knille, 1851
- A. Michelis, 1851
- C. M. Webb, 1851
- Columbus vor dem geistigen Rate zu Salamanca, Öl auf Leinwand, 173 cm × 241 cm, Dresden 1851
- Märcheneriählerin, Öl auf Leinwand, 40 cm × 40 cm, Düsseldorf 1851
- C. F. Lessing, Öl auf Leinwand, 142 cm × 107 cm, Düsseldorf 1851
- Chr. Mohr, Öl auf Leinwand, 110 cm × 85,5 cm, Köln 1852
- Christus am Kreuz, Altarbild für die Kirche zu Lenten, Kurland 1852
- Dr. Müller, Öl auf Leinwand, 133,5 cm × 97 cm, 1852
- Frau Auguste Prell, Krefeld 1852
- Dr. Frederich, 1852
- Akademiedirektor Wilhelm von Schadow, Öl auf Leinwand, 132 cm × 108 cm, 1852
- Der Hofvergolder und Kunsthändler Anton Kraus, Öl auf Leinwand, 122 cm × 96,5 cm, Düsseldorf 1853
- Fritz Scheibler, Krefeld 1853
- Frau Scheibler, geb. Seufferheld, Krefeld 1853
- Peter de Greiff, Krefeld 1853
- Grablegung Christi, Öl auf Leinwand, 285 cm × 250 cm, Krefeld 1854
- Porträt, 53 cm × 45 cm, Krefeld
- Gattin des Künstlers (als Braut), Öl auf Leinwand, 134 cm × 102 cm, Düsseldorf 1855
- Andreas Achenbach, 1855
- Gattin des Künstlers, Öl auf Leinwand, Tondo - 51 cm
- J. J. V. Rath, Öl auf Leinwand, 120 cm × 97 cm, Köln, 1850er Jahre
- F. Becker, Öl auf Leinwand, 65,5 cm × 54,2 cm, Leipzig 1856
- E. Kraft, Öl auf Leinwand, 65,5 cm × 54 cm, Leipzig 1857
- Frau A. Schumann, Öl auf Leinwand, 65,8 cm × 54,5 cm, Leipzig 1858
- Frau Aurel Scheibler, Krefeld 1858
- Arthur Hoeninghaus, Krefeld 1858
- Ernst Moritz Arndt, Stettin 1859
- Geh. Commerzienrath C. W. v. d. Leyen, Menzenberg, 1859

- Pastor Kohlbrügge, 1853[7]

Pastor Kohlbrügge (1853)

- Jakob Friedrichs, Öl auf Leinwand, 115 cm × 90 cm, Düsseldorf 1860
- Otto Wesendonck, Bonn 1860
- Mathilde Wesendonck, Bonn 1860
- Bildhauer Hermann in Dresden, 1861
- J. F. Scheibler, Öl auf Leinwand, 76 cm × 61 cm, Krefeld 1862
- Frau de Greiff, geb. Scheibler, Krefeld 1862
- F. H. von der Leyen, Menzenberg 1862
- Abraham v. d. Westen, Krefeld 1862
- Klavierbauer J. Klems, Düsseldorf 1865
- Grablegung Christi, Öl auf Leinwand, 44 cm × 39 cm, Düsseldorf 1866
- Alfred de Greiff, Krefeld 1867
- Finanzminister E. v. d. Heydt, Öl auf Leinwand, 113 cm × 87 cm, Von-der-Heydt-Museum, 1868
- Unbekannte Dame, Öl auf Leinwand, 120 cm × 100 cm, 1868
- Priester Bernh. Overberg, lebensgroß, Rathaus Münster, 1869
- A. Freiherr v. d. Heydt, Öl auf Leinwand, 128,5 cm × 94,5 cm, Von-der-Heydt-Museum, 1871
- Wilhelm de Greiff, Krefeld 1871
- Arnold Köttgen, Krefeld 1872
- Dr. Friedrich Schneider, Krefeld 1872
- Heinrich Scheibler, Krefeld 1874
- Adolph Scheibler, Krefeld 1875
- Frau de Greiff, Krefeld 1876
- Landestagsabgeordneter L. F. Seyffardt, Krefeld 1877
- Commerzienrat Emil vom Bruck, Krefeld 1878
- E. Freiherr von Bodelschwingh-Plettenberg, 1878
- Lesendes Mädchen, 57 cm × 49 cm, 1879
- Sitzender alter Mann, 1879
- Frau vom Bruck, Krefeld 1879
- Lesender Mann, 1881
- Max Volkhart, Düsseldorf 1881
- Männliches Bildnis, en face, 1882
- Wilhelm Colsman, Kniestück, Langenberg 1882
- Landrat Peter Gustav Leysner, Krefeld 1884
- Prof. Weylandt, Öl auf Leinwand, 120 cm × 97 cm, Köln 1885
- Heinrich von der Leyen, Krefeld, 1886
- Fried. Aug. Schumann, Öl auf Leinwand, Oval - 54 cm × 44 cm, Leipzig 1887
- Commerzienrath E. d. Greiff, Krefeld 1887
- Conrad Sohmann, Krefeld 1887
- Konrad v. d. Leyen, Krefeld 1888
- E. Kaempffer, Öl auf Leinwand, Düsseldorf 1890
- Albert, König v. Sachsen, Öl auf Leinwand, 31 cm × 25 cm, 1893
- Max Volkhart, Öl auf Leinwand, 112 cm × 89 cm, Düsseldorf 1893
- Fürst Joseph zu Salm-Reifferscheidt, Grevenbroich
- Heinrich von Sybel, Düsseldorf

## Schüler (Auswahl)
- Ernst Anders
- Johann Caspar Bachmann (1800–1871)
- Karl Bennewitz von Loefen der Jüngere
- Friedrich Bindewald
- Alexander Frenz
- Arthur Kampf
- Hermann Knackfuß
- August Lemmer
- Otto Modersohn
- Franz Molitor
- Karl Mücke
- Heinrich Nüttgens
- Georg Schildknecht
- Hermann Schmiechen
- Wilhelm Schneider-Didam
- Max Schüler
- Carl Maria Seyppel
- Karl Rudolf Sohn
- Max Volkhart
- Heinrich Wieschebrink
- Carl Wünnenberg